# 弹尾纲
弹尾纲（学名：Collembola）是屬於六足亞門的一类分布广泛的小型節肢動物，因其腹部第四节具有一种弹跳器官——弹器，而俗称跳虫、彈尾蟲或䖴。
弹尾纲无翅，长在5毫米以下。善於跳躍，分佈很廣。常生活在潮濕處，如落葉下、石下、青苔間、地面、水邊或積水地面上、腐植土中、蟻與白蟻巢穴中，雪地上也有發現以腐植質、菌類、地衣為主要食物，有些種類危害活的植物的種子、根莖、嫩葉，被認為是農作物及園藝作物的害蟲。
弹尾纲以往以弹尾目被列入昆蟲綱的無翅亞綱，还曾与原尾目及雙尾目合併為内口纲。

## 下级分类
弹尾纲包括以下目：
- 长角跳虫目 Entomobryomorpha
- 短角跳虫目 Neelipleona
- 跳虫目 Poduromorpha
- 癒腹目 Symphypleona